# Reinhold Leuschel
Reinhold Leuschel (* 2. Januar 1907 in Thalheim; † 26. November 1944 in Angerburg) war ein deutscher Turner.

## Leben
Leuschel turnte für den ATV Thalheim. Am 27. Januar 1935 turnte er in der Deutschlandriege in Harburg-Wilhelmsburg.
1937 war er drittbester Geräteturner bei den Deutschen Turnvereinsmeisterschaften in der Gaugruppe II der Gaue Nordmark, Niedersachsen, Mitte und Sachsen hinter Kurt Krötzsch und Afred Müller.
Er war zweifacher sächsischer Meister und Mitglied der Nationalmannschaft. Leuschel starb im November 1944 als Soldat an der Ostfront des Zweiten Weltkrieges.